# Confrérie des Maîtres Pipiers de Saint-Claude

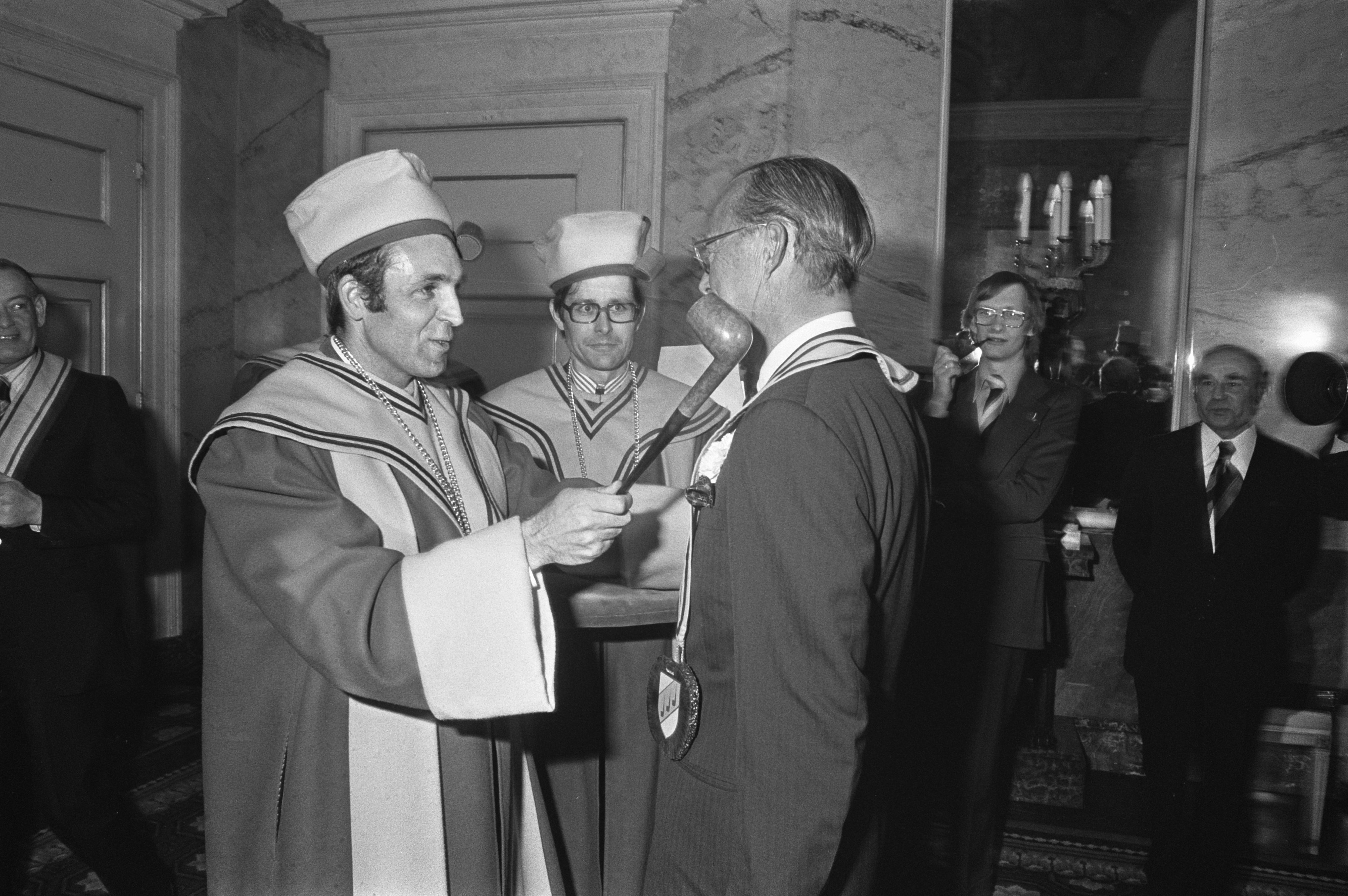
Prince néerlandais Bernhard, membre honoraire de la Confrérie des maîtres-pipiers (31-3-1973)

La Confrérie des maitres-pipiers est une confrérie - association loi de 1901 « Ambassadrice de l'importante industrie de la pipe de Saint-Claude dans le Haut-Jura ». Elle est créée en 1966 à l'instigation d'Edgar Faure alors élu « Premier Fumeur de pipe de l'année ».

## Description
Deux réunions sont tenues en chapitre[Quoi ?] chaque année. 

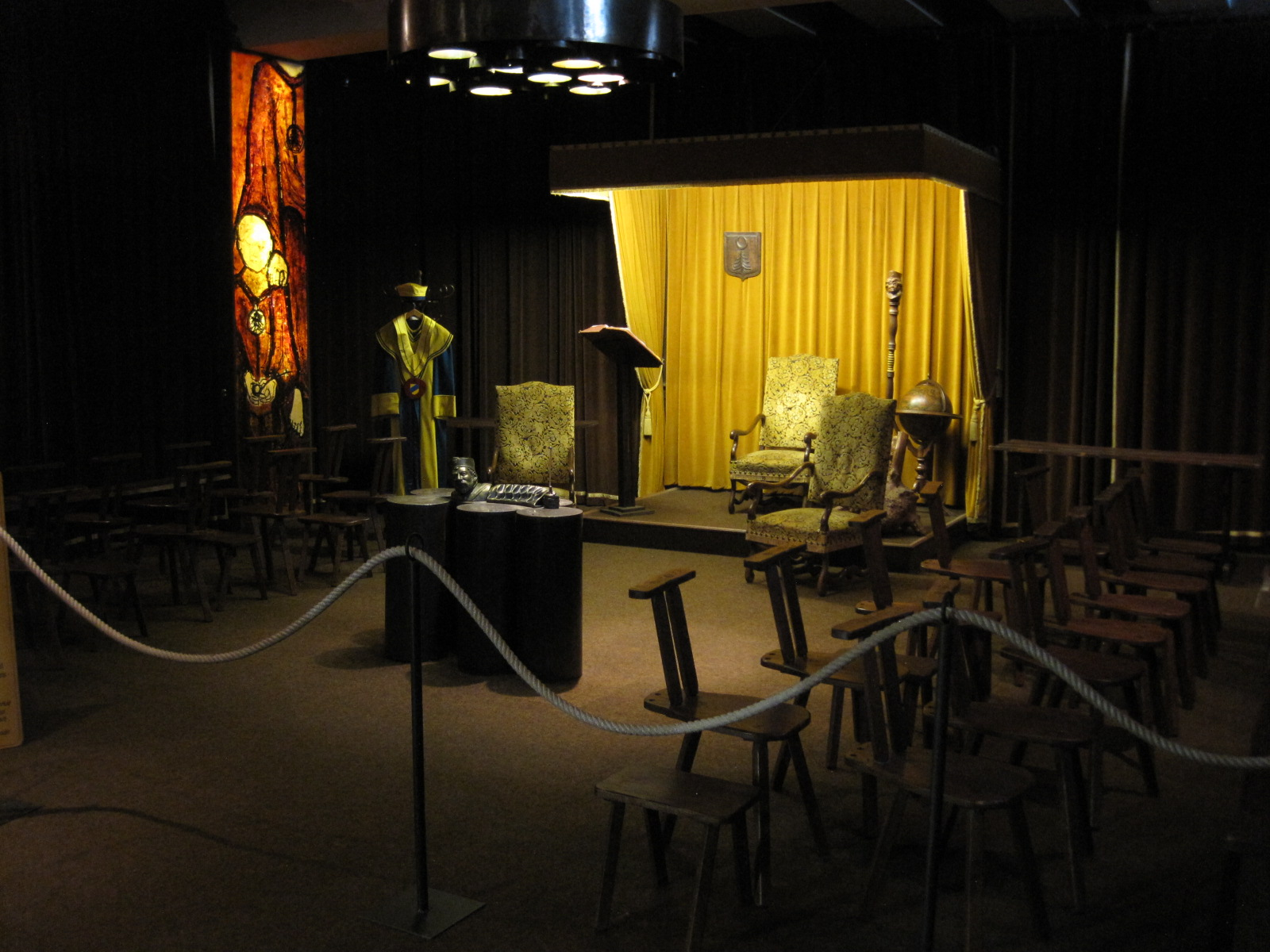
Salle de chapitre du Musée de la Pipe et du Diamant de Saint-Claude

L'une d'entre elles élit le « Premier Fumeur de pipe de France » choisi par ses pairs pour sa passion pour la pipe. L’élu reçoit à titre de distinction une pipe à son effigie fabriquée par le maitre-pipier Paul Lanier (meilleur ouvrier de France 1991 pour la sculpture sur pipes).
Parmi plus de 1 000 intronisés figurent : Jean Richard, Jacques Faizant, Bernard Blier, Michel Drucker, Jean Poiret, Nino Ferrer, Jacques Audiard, Dominique Strauss-Kahn etc.
La confrérie était présidée jusqu’en avril 2018 par Michel Waille.